# Funiculaire de Bergame-San Vigilio
Le funiculaire de Bergame-San Vigilio est l'un des deux systèmes funiculaires de la ville de Bergame. Inauguré en 1912, il relie la Cittç Alta, près de la porte Sant'Alessandro au sommet de la colline San Vigilio.

## Histoire

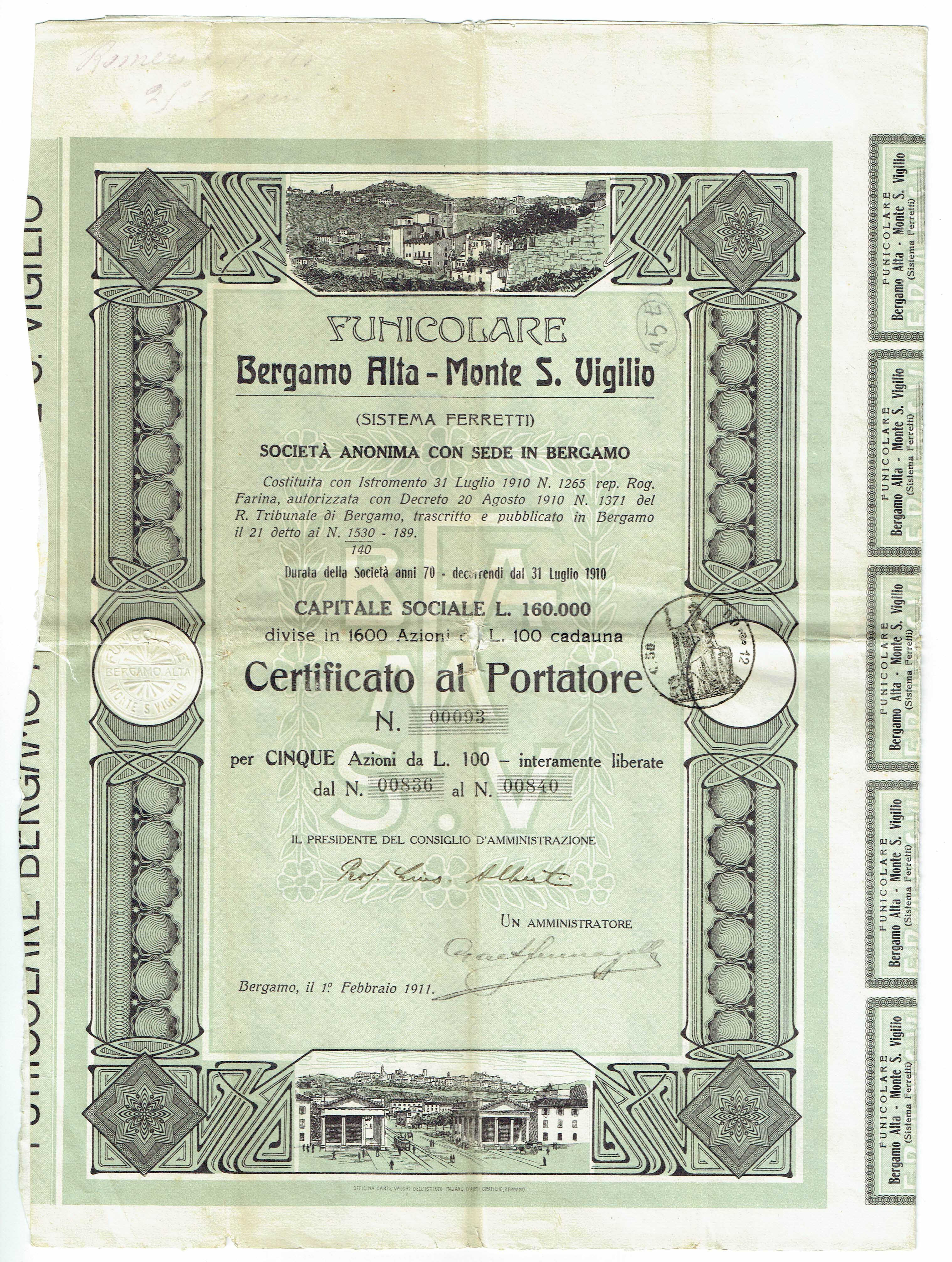
Action du funiculaire de Bergame Alta - Monte S. Vigilio SA du 1er février 1911.

La construction du funiculaire a été conçue peu après le début des travaux sur l'autre funiculaire de Bergame, le dit Funiculaire de Bergamo Alta. La construction a été promue par l'ingénieur Alessandro Ferretti, déjà concepteur du funiculaire susmentionné et à qui la concession pour l'exploitation du réseau de tramway de Bergame avait également été confiée. On pensait que la nouvelle implantation pourrait favoriser l'urbanisation de la colline de San Vigilio, un projet qui n'a pas été réalisé par la suite.
La Société des Usines L. de Roll de Berne a construit la partie mécanique, tandis que les chariots d'origine ont été construits par Fervet, basée à Bergame. La première course du funiculaire a eu lieu le 27 août 1912.

## Caractéristiques
Le système de 630 mètres de long permet de surmonter la différence de hauteur de 90 mètres entre la gare inférieure de Bergame Alta, située entre 369 mètres et 459 mètres du terminus supérieur. La pente maximale est de 22 % .
La voiture de 55 places parcours le trajet en 2 minutes et 40 secondes.